# Naram-Sin d'Accàdia

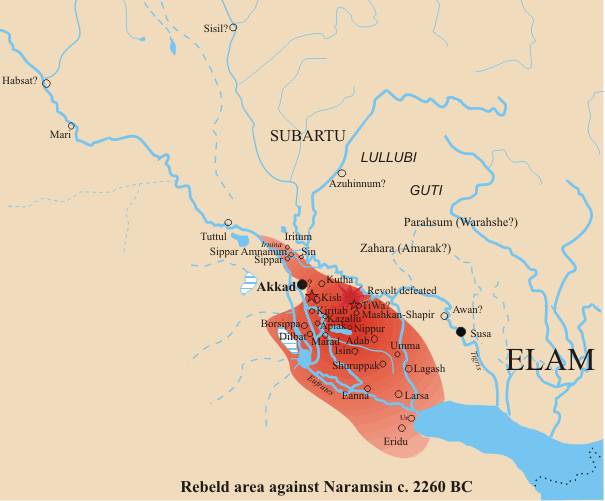
Àrees revoltades contra Naram-Sin cap al 2260 aC

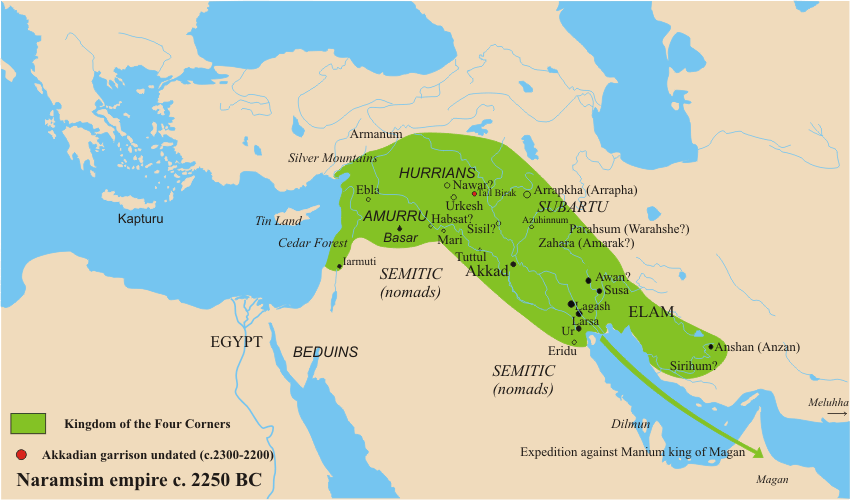
L'imperi de Naram-Sin cap al 2250 aC

Naram-Sin va fer campanya des d'Elam a l'est, fins a Ebla i Armanum a l'oest.

Naram-Sin o Naram-Sîn (? - 2223 aC) (en accadi, 𒀭𒈾𒊏𒄠𒀭𒂗𒍪) va ser el quart rei de l'Imperi d'Accad. El seu nom es troba inclòs a la Llista de reis sumeris. S'han trobat restes del seu pas per Darband-i-Gaur als Zagros, on va combatre els lullu, que feien incursions de saqueig a Sumer. Va morir cap al 2223 aC i el va succeir el seu fill Xar-Kali-Xarri ("Rei de tots els reis").
Era net de Sargon I i fill de Manixtuixu al que va succeir cap al 2260 aC. Només iniciat el seu regnat es van revoltar Kix, Kutha, Kazallu, Marad, Umma, Nippur, Uruk, Sippar, els països de Magan, els regnes elamites (Warakshe -que les inscripcions anomenen Parahsum), Awan, Anshan, Xeriku (anomenat Sirihum), Mardaman i segurament també Zahara o Zakhara (potser Apirak), el país de Simurrum, Namar, Apišal i Mari. Encara que els relats fan totes les revoltes simultànies és possible que no ho fossin, i que hi haguessin participat altres estats en el transcurs dels anys. Però Naram-Sin les va derrotar totes i va conservar l'imperi unit i encara el va estendre a territoris més llunyans, aconseguint certa influència sobre els regnes hurrites, les actuals Síria i Líban, Magan que podria ser Oman o Makran, i Meluhha, que uns diuen que és la costa de Makran i altres que al Sinaí, i seguint l'exemple del seu avi, es va proclamar "Rei de les quatre zones", una expressió accàdia que designava l'univers.
Cap al 2240 aC un rei d'Awan (avui Shushtar), suposadament el rei Khita, va fer un tractat amb Naram-Sin, el que indica que la posició de Naram-Sin a l'Elam no era ferma, ja que feia tractats en lloc d'imposar la seva voluntat. No obstant els regnes elamites no es van independitzar definitivament fins a la seva mort.

El cub gur reial de Naram-Sin

Es va produir una millora important de les Unitats de mesura de Mesopotàmia el 2150 a.C. durant el seu regnat, quan els diversos sistemes que coexistien van ser unificats en un únic estàndard oficial: el cub gur reial. La reforma del rei accadi es considera el primer sistema estandarditzat de mesures a Mesopotàmia. El cub gur reial (en escriptura cuneïforme: LU2.GAL.GUR, 𒈚𒄥; en accadi: šarru kurru) era un ortoedre teòric d'aigua d'aproximadament 6 m × 6 m × 0,5 m del qual es podien derivar la resta d'unitats. El 2150 aC, durant l'imperi accadi sota el regnat de Naram-Sin, quan els diversos sistemes que coexistien van ser unificats en un únic estàndard oficial: el cub gur reial. La reforma del rei accadi es considera el primer sistema estandarditzat de mesures a Mesopotàmia.